# حقیقت باورنکردنی
«حقیقت باورنکردنی» (انگلیسی: The Unbelievable Truth (film)) فیلمی در ژانر کمدی رمانتیک و کمدی-درام به کارگردانی هال هارتلی است که در سال ۱۹۸۹ منتشر شد. این فیلم در سال ۱۹۹۰ نامزد جایزه بزرگ هیئت داوران جشنواره فیلم ساندنس شد.

## داستان
آدری قرار است که با دوست پسرش دوران دبیرستانش بماند و یک مانکن موفق بشود ولی او عاشق مرد اسرارآمیزی می‌شود که در گذشته متهم به قتل شبه عمد بوده.

## بازیگران
- آدرین شلی
- رابرت جان برک
- ادی فالکو
- کلی رایشارد
- مت مالوی
- پال کلاوس